# 灌丛唇柱苣苔
灌丛唇柱苣苔（学名：Chirita fruticola）为苦苣苔科唇柱苣苔属下的一个种。

## 扩展阅读
- 維基物種上的相關：灌丛唇柱苣苔